# تيم أوبراين (مؤلف)
تيم أوبراين (بالإنجليزية: Tim O'Brien)‏‏ (1 أكتوبر 1946 في أوستين - ) كاتب، ومدرس، وروائي من الولايات المتحدة.

## الجوائز
- زمالة غوغنهايم
- جائزة الكتاب الوطني  [لغات أخرى]‏
- الجائزة الوطنية للكتاب عن فئة الخيال  [لغات أخرى]‏
- جائزة هارتلاند [الإنجليزية]‏

## روابط خارجية
- تيم أوبراين على موقع الموسوعة البريطانية (الإنجليزية)
- تيم أوبراين على موقع ميوزك برينز (الإنجليزية)
- تيم أوبراين على موقع إن إن دي بي (الإنجليزية)